# ДС-39
ДС-39 (7,62-мм станковый пулемёт Дегтярёва образца 1939 года) — советский станковый пулемёт времён Второй мировой войны.

## История
В 1928 году военный совет РККА поставил вопрос о необходимости нового станкового пулемёта взамен стоявшего на вооружении пулемёта системы Максима образца 1910 года, значительная масса и водяная система охлаждения которого не соответствовали принципам ведения мобильной войны.
В 1930 году к работе над созданием станкового пулемёта приступил известный оружейный конструктор Василий Алексеевич Дегтярёв, создатель принятого на вооружение Красной Армии в 1927 году ручного пулемёта ДП.
Прототип, разработанный на основе ДП, был изготовлен в конце 1930 года, однако заводские испытания показали необходимость внесения в конструкцию (в том числе — в механизм подачи ленты) существенных изменений. Военные требовали совместимости с имеющейся на складах матерчатой лентой Максима, что затрудняло проектирование.
В ноябре 1934 — июне 1938 года опытная серия станковых пулемётов Дегтярёва, среди которых были образцы под старую матерчатую ленту и металлическую рассыпную конструкции Придо, известную в СССР как лента Максима — Виккерса, прошла полигонные испытания, сопровождавшиеся доработкой и совершенствованием конструкции.

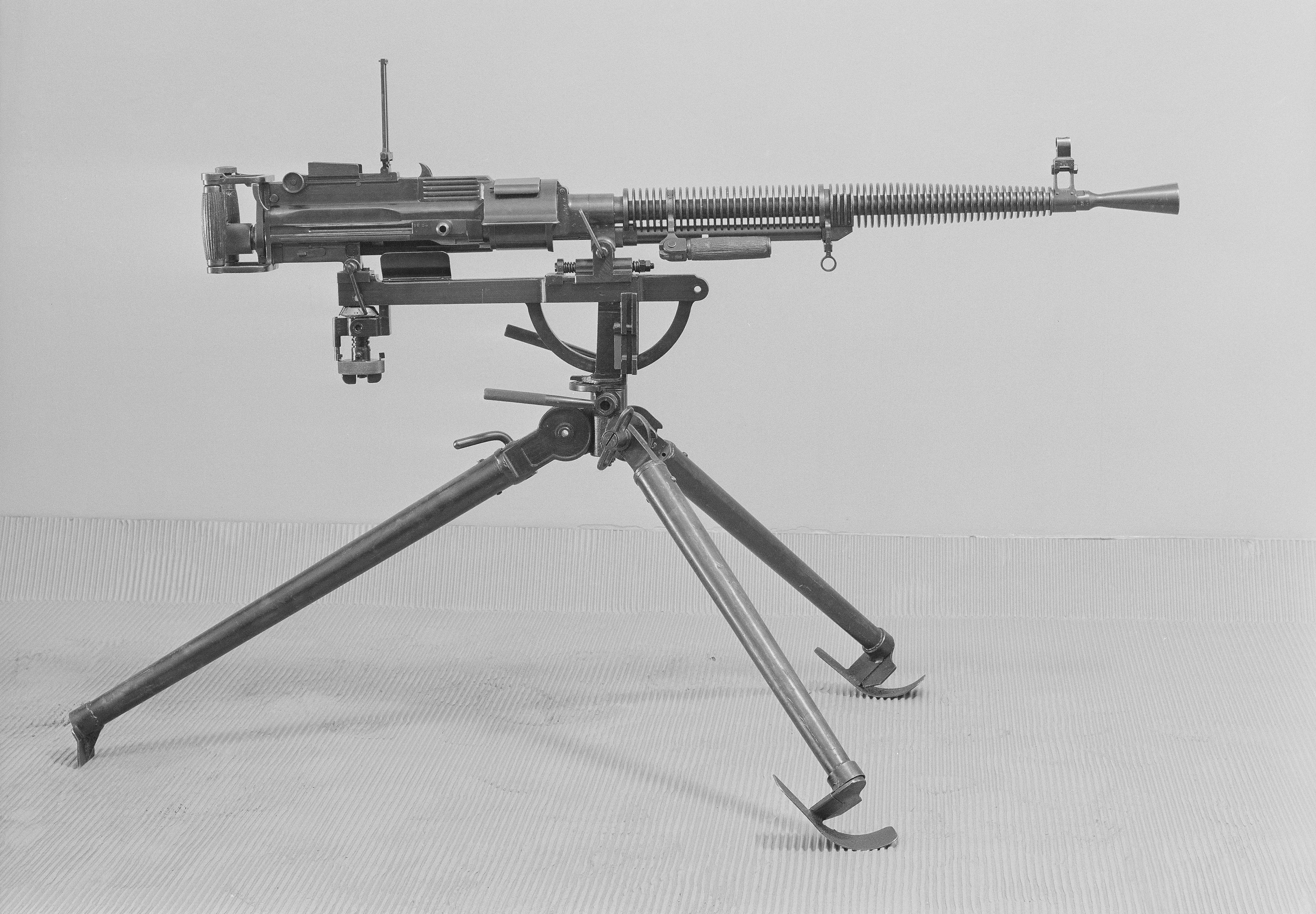
ДС-39

Так, конструктор отказался от пистолетной рукоятки и заменил её рукоятками затыльника, изменил положение возвратно-боевой пружины, установил переключатель темпа стрельбы по наземным (600 выстрелов в минуту) и воздушным целям (1200 выстрелов в минуту), разработал новую конфигурацию ствола с рукояткой, позволявшей заменять нагревшийся ствол и осуществлять переноску пулемёта, вместо универсального треножного станка И. Н. Колесникова разработал лёгкий станок собственной конструкции для стрельбы по наземным целям с механизмом тонкой наводки и кронштейном для оптического прицела, оказал помощь конструктору Г. С. Гаранину в разработке к пулемёту нового зенитного станка-треноги.
Окончательный вариант пулемёта был принят на вооружение РККА 22 сентября 1939 года под наименованием «7,62-мм станковый пулемёт обр. 1939 г. ДС-39».
Производство пулемёта осуществлялось сначала на Ковровском оружейном заводе (где выпускались опытные серии), а затем было переведено на Тульский оружейный завод, до этого выпускавший пулемёты системы Максима.
На 1 января 1941 года на балансе ГАУ состояло 5145 пулеметов, из которых 2 требовали среднего ремонта и 6 подлежали списанию. Для сравнения, станковых пулеметов «Максим» числилось 69179, 177 из которых относились к категории «негодное».
Помимо пулемётов, поступивших в войска, некоторое количество ДС-39 было установлено в казематные установки ДОТ-4.
Станковый пулемёт Дегтярёва оказался сложным в производстве и обслуживании в полевых условиях, его конструкция не была достаточно испытана. Эксплуатация ДС-39 в войсках (в том числе, в ходе советско-финской войны 1939—1940 годов) вызвала многочисленные нарекания, связанные с ненадёжностью работы пулемёта в условиях запылённости и низких температур, малой живучестью основных деталей, случаями разрыва патрона в ствольной коробке. Кроме того, важным недостатком, который нельзя было устранить без кардинального изменения конструкции, оказалась невозможность использования вместо патронов со стальной или биметаллической гильзой (нового образца) аналогичных патронов с латунной гильзой, большие запасы которых имелись на складах, что при ведении военных действий могло вызвать трудности с обеспечением боепитанием.
В результате, несмотря на меньший вес и бо́льшую огневую мощь, в июне 1941 года (незадолго до начала Великой Отечественной войны) ДС-39 были сняты с производства, а ТОЗ возобновил выпуск надёжных и нетребовательных к боеприпасам пулемётов системы Максима обр.1910/30 г.
В мае 1942 года вновь был объявлен конкурс на разработку современного станкового пулемёта взамен морально устаревшего «Максима». К этому времени Дегтярёв, продолжавший трудиться над разработкой и после начала войны, разработал модернизированный вариант ДС, который принял участие в конкурсе вместе с образцами других конструкторов. Однако, сравнительные испытания выявили превосходство пулемёта, разработанного П. М. Горюновым и получившего поддержку Народного комиссара вооружений Д. Ф. Устинова.
В. А. Дегтярёв также по справедливости оценил работу Горюнова и рекомендовал принять на вооружение именно его разработку.
Конструктор М. Т. Калашников упоминал об этом в своей книге «Записки конструктора-оружейника»:
Известно, что ещё в предвоенные годы И. В. Сталин взял под свой непосредственный контроль ход конструкторских работ по стрелковому и авиационному вооружению. Этот контроль особенно усилился в годы войны. И. В. Сталин лично предложил Наркомату вооружения СССР при создании конструкторами нового пулемёта (над ним тогда работали несколько изобретателей, в том числе и В. А. Дегтярёв) принять за основу станковый пулемёт системы Дегтярёва (ДС-39). Хотя этот пулемёт имел ряд существенных недостатков, выявившихся в процессе производства и эксплуатации в войсках, и его выпуск накануне Великой Отечественной войны был прекращён, Верховный Главнокомандующий настаивал на том, чтобы именно ДС-39 оставался основой для создания других образцов. Не было принято во внимание, что даже работа над устранением конструктивных недостатков пулемёта не дала положительных результатов. Требовалась коренная переделка всей системы, над чем и работал в то время сам Дегтярёв. И вдруг специальная комиссия после сравнительных государственных испытаний сделала неожиданный вывод: пулемёт системы малоизвестного для всех конструктора Горюнова по надёжности действия, безотказности в работе и живучести деталей превосходит пулемёт системы маститого изобретателя Дегтярёва и рекомендуется для принятия на вооружение Красной Армии.

Узнав о заключении комиссии, И. В. Сталин потребовал созыва в начале мая 1943 года специального совещания для окончательного решения вопроса о принятии образца станкового пулемета на вооружение войск. На это совещание вместе с руководителями наркоматов пригласили и В. А. Дегтярёва. На вопрос Верховного Главнокомандующего, какой пулемёт принимать на вооружение — Дегтярёва или Горюнова, Василий Алексеевич, не колеблясь, ответил, что если исходить из интересов боеспособности армии, то следует принять станковый пулемёт системы Горюнова.

## Эксплуатация и боевое применение
- СССР - применялись в начальный период Великой Отечественной войны, пока пулемёты довоенного выпуска не были уничтожены, утеряны или вышли из строя по техническим причинам в ходе боевых действий
- Финляндия - около 200 трофейных пулемётов ДС-39, захваченных в 1939-1940 и 1941-1944 годы находились на вооружении финской армии до конца Второй мировой войны. Основная часть пулемётов была захвачена в 1941 году, в конце 1942 года все сохранившиеся пулемёты были направлены в мастерские VKT и переделаны для использования пулемётной ленты финского образца. После окончания войны на вооружении финской армии осталось 145 пулемётов, они хранились на складах мобилизационного резерва до 1986 года[2]
- нацистская Германия — трофейные ДС-39 поступали на вооружение охранно-полицейских и иных военизированных формирований на оккупированной территории СССР под наименованием MG 218(r).

## Галерея

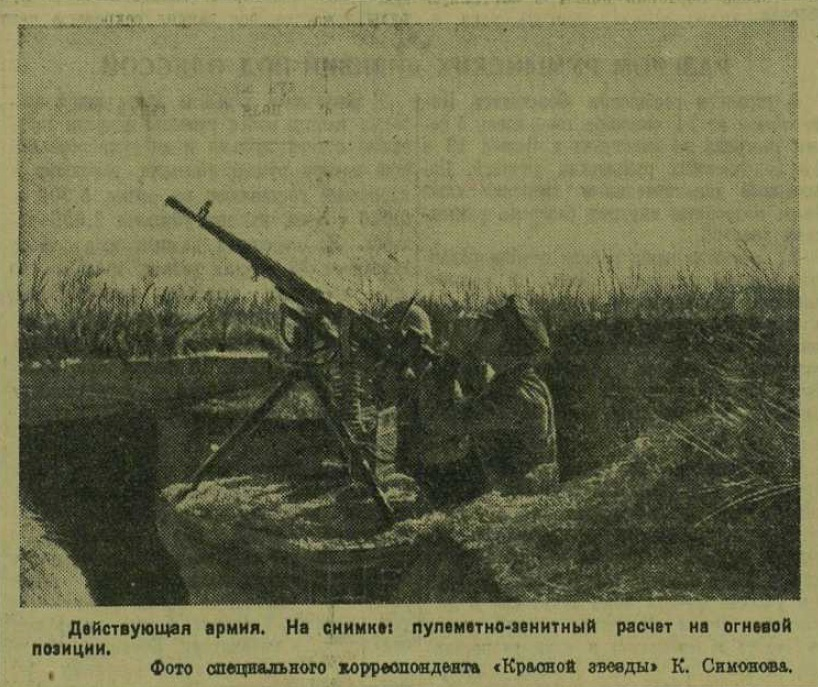
Пулемётно-зенитный расчёт на огневой позиции. 27 сентября 1941 г.
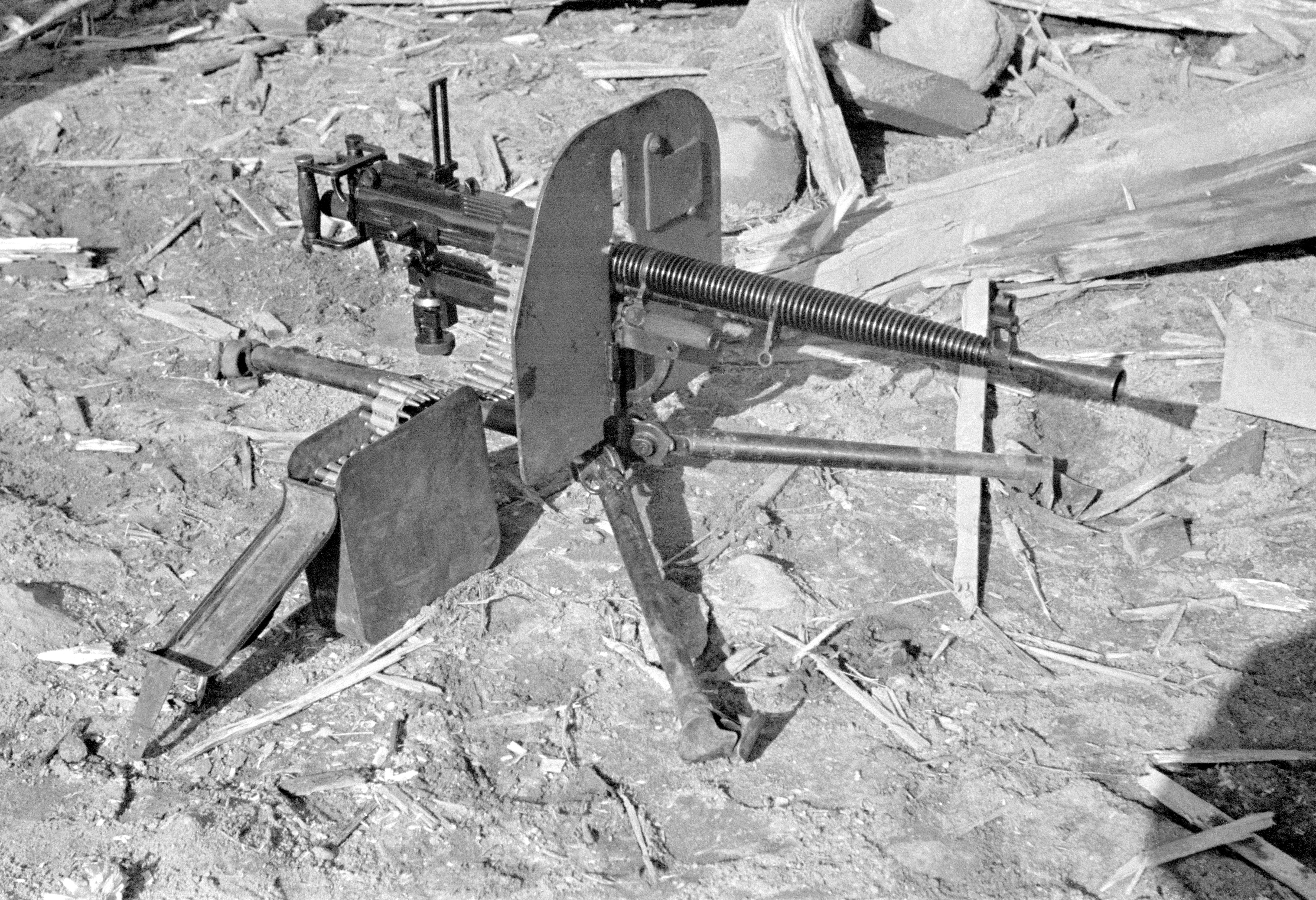
Трофейный ДС-39 у финнов. 1941
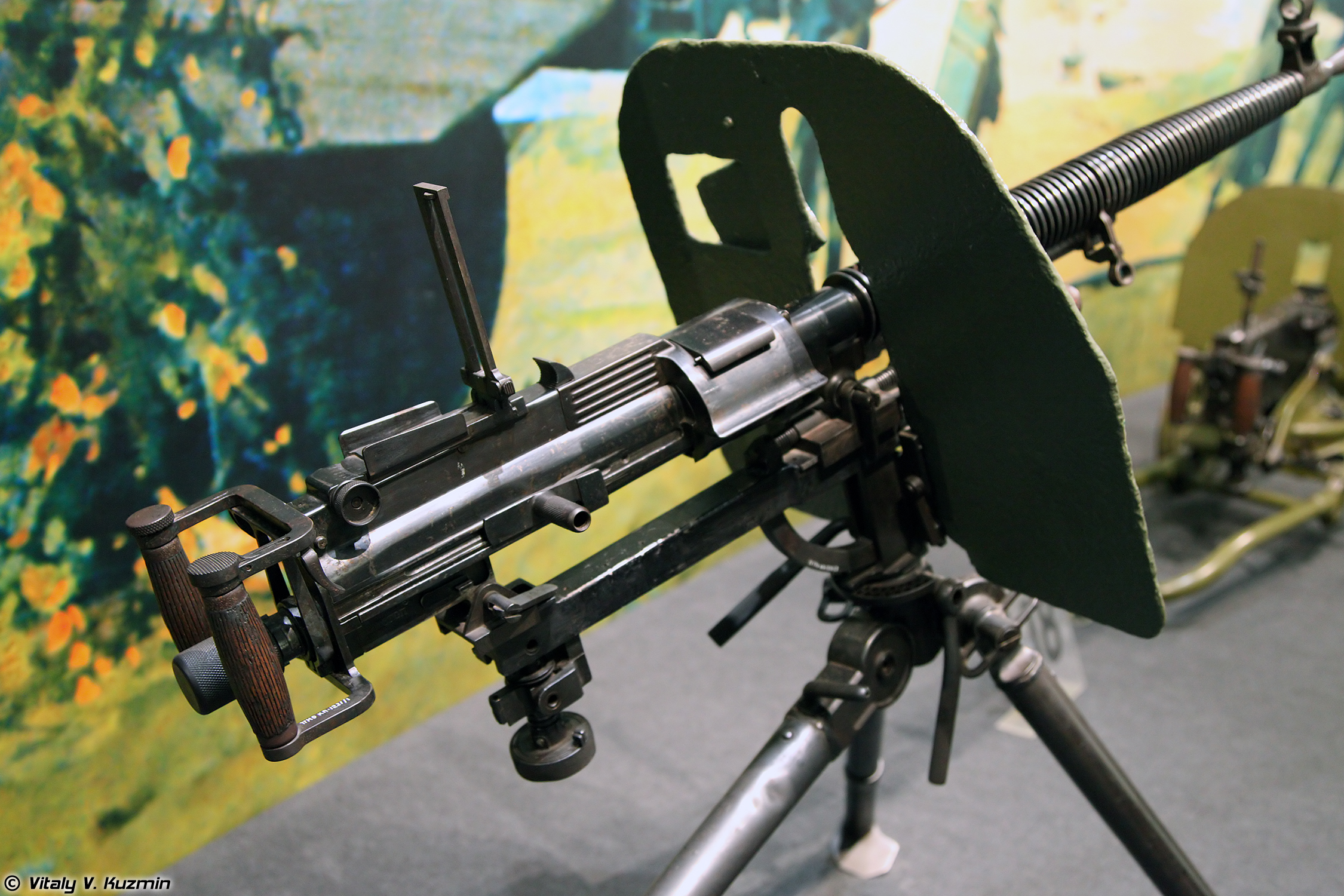
ДС-39 с щитом
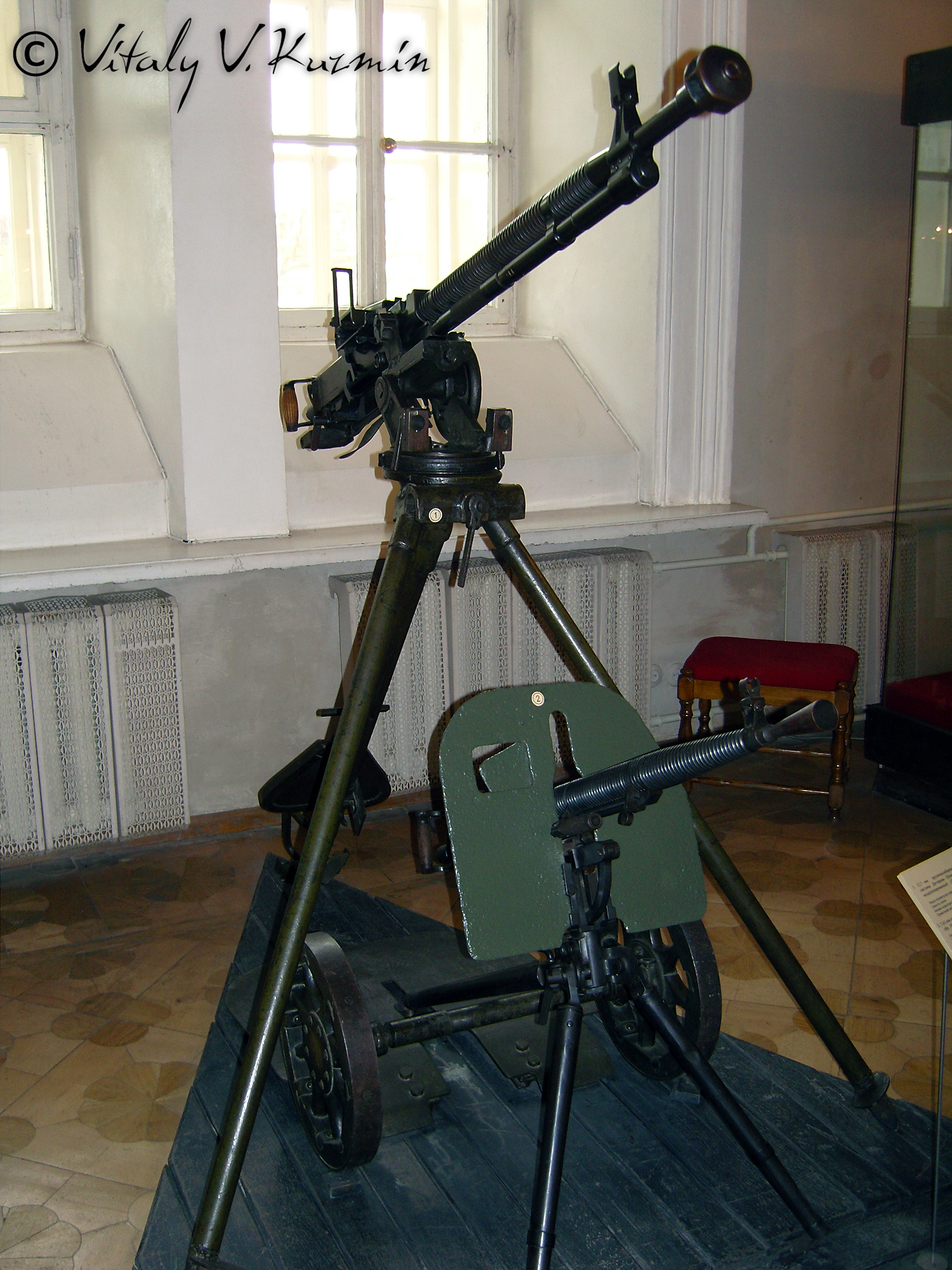
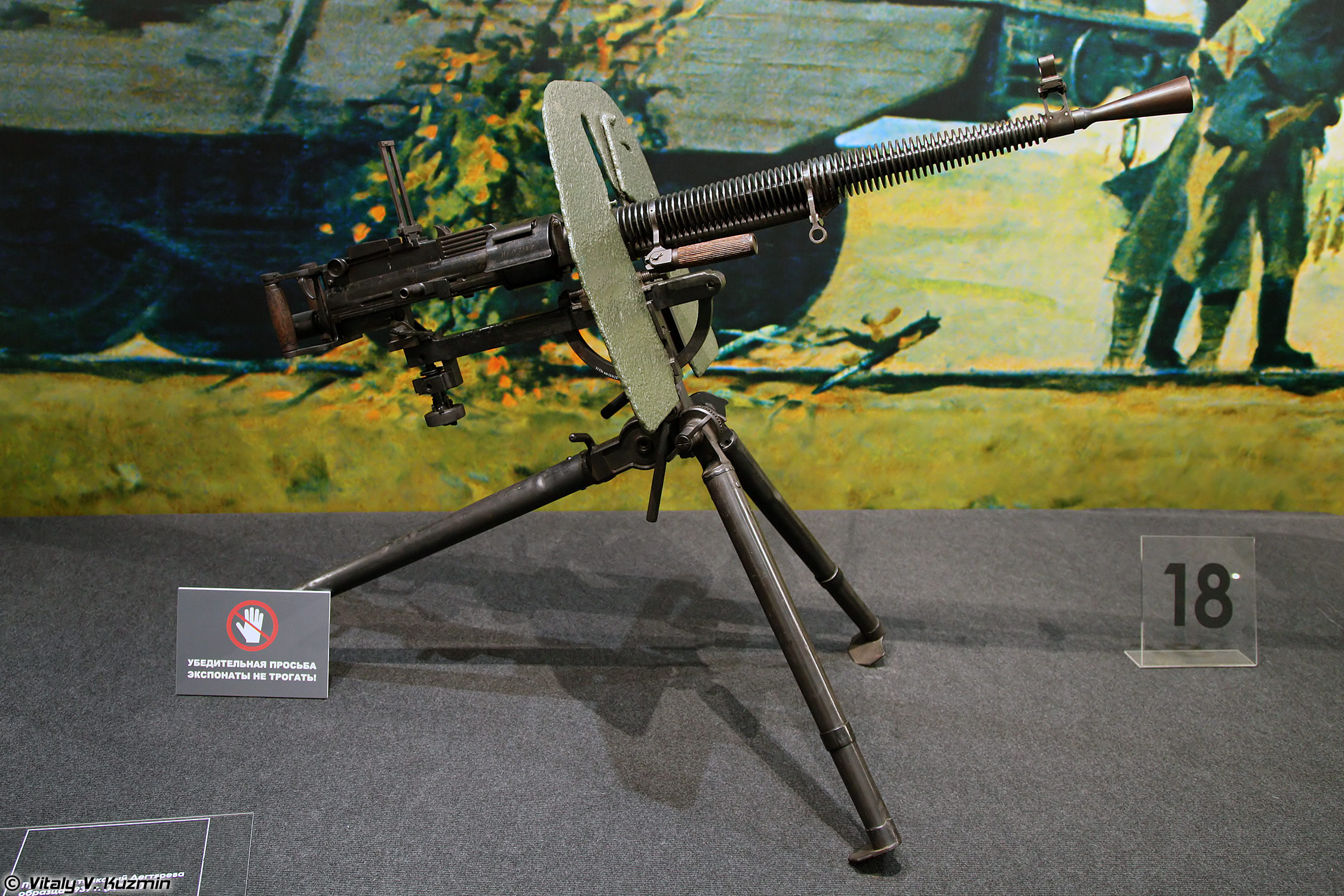
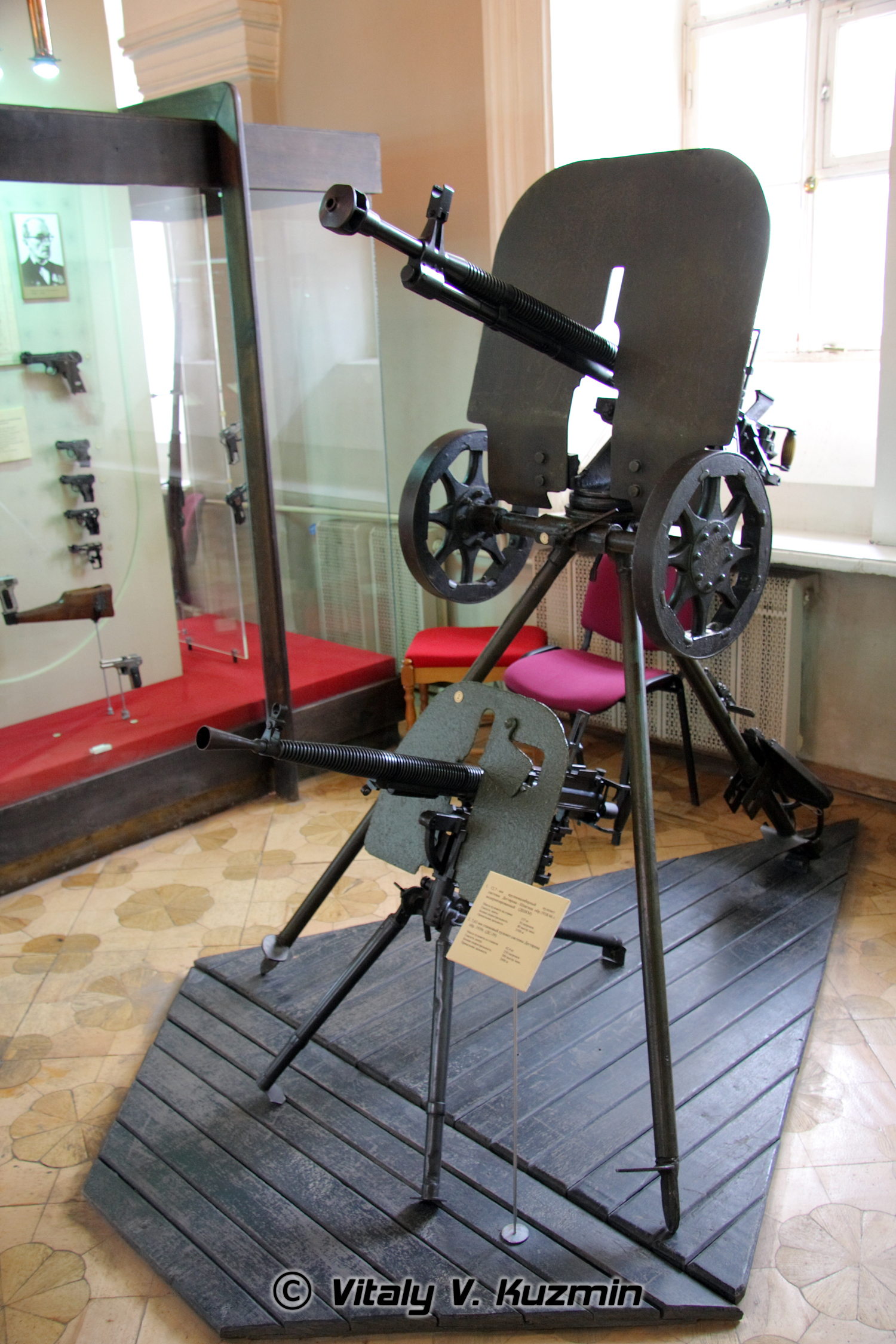